# Blepharipa coesiofasciata
Blepharipa coesiofasciata là một loài ruồi trong họ Tachinidae.